# Гіпнопомпічна галюцинація
Гіпнопомпічна галюцина́ція (лат. hallucinationes hypnopompicae. , від дав.-гр. ὕπνος.дав.-гр. ὕπνος. ὕπνος — сон #і πομπός — супутній) — різновид галюцинації, який виникає при пробудженні (у проміжному стані між сном і неспанням). Виникає при темному полі зору (при закритих очах). Галюцинації переважно зорової, рідше слухової або іншої модальності. Нерідко супроводжуються сонним паралічом (катаплексією пробудження).
У Міжнародній класифікації хвороб 11-го перегляду (МКХ-11) гіпнопомпічні галюцинації стали виділятися під окремим кодом — MB27.22, і відноситися до групи «симптоми або ознаки, пов'язані з порушенням сприйняття».